# Dicrostonyx richardsoni
Dicrostonyx richardsoni är en däggdjursart som beskrevs av Clinton Hart Merriam 1900. Dicrostonyx richardsoni ingår i släktet halsbandslämlar, och familjen hamsterartade gnagare. IUCN kategoriserar arten globalt som livskraftig. Inga underarter finns listade.
Arten blir med svans 12,5 till 17,2 cm lång och svanslängden är 0,9 till 2,7 cm. Djuret väger 64 till 120 g, bakfötternas längd är 1,5 till 2,3 cm och öronen är 0,3 cm stora. Dicrostonyx richardsoni har liksom andra släktmedlemmar en kropp som liknar en torped i formen, korta extremiteter samt små ögon och öron. Före vintern bildas långa hår som är gråa nära roten och annars vit. Därför har den vita vinterpälsen en grå skugga. De kortare håren i sommarpälsen är på ovansidan främst bruna med en mer eller mindre tydlig röd spets vad som ger ett spräckligt utseende. Dessutom förekommer en mörk längsgående linje på ryggens topp som är smalare jämförd med andra släktmedlemmar. Nedre delen av kroppen är under sommaren täckt med ljusbrun päls med några rödaktiga ställen. Det rödaktiga halsbandet förekommer ofta bara på strupen men några exemplar har ett band kring hela halsen. Svansen är uppdelad i en mörk ovansida, en ljusbrun undersida och en liten vit tofs vid spetsen. Ungar har allmänt kortare och mörkare päls än de vuxna exemplaren. Djuret har i varje käkhalva en framtand, ingen hörntand, ingen premolar och tre molarer, alltså 16 tänder.
Denna halsbandslämmel förekommer i Kanada väster om Hudson Bay. Habitatet utgörs av torr tundra. Fuktiga områden och större trädansamlingar besöks bara när populationen är stort.